# Howland
Howland és una població dels Estats Units a l'estat de Maine (EUA). Segons el cens del 2000 tenia 1.362 habitants.

## Demografia
Segons el cens del 2000, Howland tenia 1.362 habitants, 552 habitatges, i 369 famílies. La densitat de població era de 15,2 habitants/km².
Dels 552 habitatges en un 30,3% hi vivien nens de menys de 18 anys, en un 55,6% hi vivien parelles casades, en un 0% dones solteres, i en un 33% no eren unitats familiars. En el 27,7% dels habitatges hi vivien persones soles el 13% de les quals corresponia a persones de 65 anys o més que vivien soles. El nombre mitjà de persones vivint en cada habitatge era de 2,39 i el nombre mitjà de persones que vivien en cada família era de 2,89.
Per edats la població es repartia de la següent manera: un 24% tenia menys de 18 anys, un 6,2% entre 18 i 24, un 28% entre 25 i 44, un 25% de 45 a 60 i un 16,7% 65 anys o més.
L'edat mediana era de 40 anys. Per cada 100 dones de 18 o més anys hi havia 89,2 homes.
La renda mediana per habitatge era de 29.213 $ i la renda mediana per família de 36.302 $. Els homes tenien una renda mediana de 32.000 $ mentre que les dones 17.386 $. La renda per capita de la població era de 15.466 $. Entorn del 6,9% de les famílies i l'11,5% de la població estaven per davall del llindar de pobresa.